# 側斑花鱂
側斑花鱂，為輻鰭魚綱鯉齒目鯉齒亞目花鳉科的其中一種，被IUCN列為極危保育類動物，分布於中美洲墨西哥的Panuco河流域，體長可達5公分，棲息在植被生長、水流緩慢的溪流，屬雜食性，生活習性不明，可作為觀賞魚。

## 擴展閱讀
維基物種上的相關：側斑花鱂